# Eion Bailey
Eion Francis Hamilton Bailey (Santa Ynez, California; 8 de junio de 1976) es un actor estadounidense, más conocido por haber interpretado al soldado David Kenyon Webster en la miniserie de HBO Band of Brothers, y a Pinocho/August Wayne Booth en la serie de televisión de la ABC Once Upon a Time.

## Vida y carrera
Eion Bailey creció en el Valle de Santa Ynez de California. Su padre era dueño de un pequeño servicio de línea aérea que llevaba personas en todo el estado. Eion acompañaba a su padre durante los vuelos con quien tomaba lecciones de vuelo después de dejar a los pasajeros.
Durante sus años de secundaria, Bailey se unió al equipo de fútbol y más tarde al departamento de drama, donde actuó en cada una de las obras escolares. Eion asistió brevemente a la Universidad de California en Santa Bárbara pero abandonó para ingresar a la American Academy of Dramatic Arts.
Ha participado en obras de teatro tales como Equus, Spoon River Anthology, Look Homeward, Angel y Cena a las ocho. Ha aparecido en películas como Fight Club, Casi famosos, donde interpretó a Jann Wenner; Center Stage, Mindhunters, entre otras; así como en la película independiente Sexual Life del director Ken Kwapis.
Sus créditos en televisión incluyen participaciones como invitado en Buffy, la cazavampiros, Dawson's Creek, Sin rastro, CSI: Nueva York y Cold Case, Numb3rs, y Law & Order: Criminal Intent. En 2001 participó en la miniserie Band of Brothers, donde interpretó a David Kenyon Webster. Para 2006, Eion participó en la miniserie de TNT, Nightmares and Dreamscapes: From the Stories of Stephen King. También ha aparecido de forma recurrente en series como ER dando vida a Jake Scanlon, Covert Affairs como Ben Mercer y en Once Upon a Time como Pinocho/August Booth, donde fue ascendido a miembro del elenco principal a partir del episodio 14 de la primera temporada. Para la segunda temporada, fue acreditado como invitado. En 2013 apareció en un episodio de Law & Order: Special Victims Unit, como Frank Patterson, un veterano que padece trastorno por estrés postraumático que se convierte en testigo clave en un caso de abuso sexual en un club nocturno.

## Filmografía

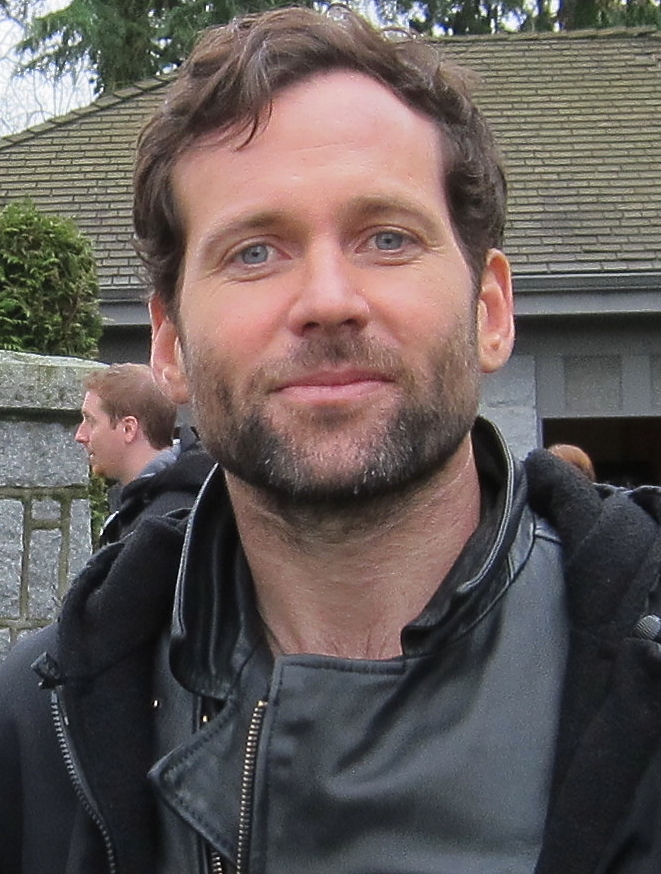
Eion Bailey (2012)

## Filmografía[4]
| Cine                  | Cine                                                         | Cine                         | Cine |
| Año                   | Película                                                     | Rol                          | Notas |
| --------------------- | ------------------------------------------------------------ | ---------------------------- | --- |
| 1997                  | A Better Place                                               | Ryan                         | |
| 1999                  | Fight Club                                                   | Ricky                        | |
| 2000                  | The Young Unknowns                                           | Joe                          | |
| 2000                  | Center Stage                                                 | Jim Gordon                   | |
| 2000                  | Casi famosos                                                 | Jann Wenner                  | |
| 2002                  | The Scoundrel's Wife                                         | Alférez Jack Burwell         | |
| 2003                  | Seven and a Match                                            | Sid                          | |
| 2004                  | Mindhunters                                                  | Bobby Whitman                | |
| 2005                  | Life of the Party                                            | Michael                      | |
| 2005                  | Sexual Life                                                  | David                        | |
| 2008                  | El idioma del enemigo                                        | Romi Meir                    | |
| 2009                  | The Canyon                                                   | Nick                         | |
| 2009                  | (Untitled)                                                   | Josh                         | |
| 2014                  | Hero. Traitor. Patriot                                       |                              | Cortometraje                                                                                                 |
| 2017                  | Extorsión                                                    | Kevin Riley                  | |
| Televisión            |                                                              |                              | |
| Año                   | Título                                                       | Rol                          | Notas |
| 1997                  | Buffy, la cazavampiros                                       | Kyle DuFours                 | Episodio: "The Pack"                                                                                         |
| 1998                  | Significant Others                                           | Cambell Chasen               | |
| 1998                  | Dawson's Creek                                               | Billy Konrad                 | 2 episodios                                                                                                  |
| 2001                  | Band of Brothers                                             | David Kenyon Webster         | Miniserie |
| 2003                  | And Starring Pancho Villa as Himself                         | Frank Thayer                 | Película para televisión                                                                                     |
| 2003                  | Sin rastro                                                   | Christopher Mayes            | Episodio: "Confidence"                                                                                       |
| 2005                  | ER                                                           | Jake Scanlon                 | Recurrente (temporada 11)                                                                                    |
| 2006                  | CSI: Nueva York                                              | Dean Lessing                 | Episodio: "Charge of This Post"                                                                              |
| 2006                  | Nightmares and Dreamscapes: From the Stories of Stephen King | Lonnie Freeman               | Miniserie |
| 2006                  | Orpheus                                                      |                              | Película para televisión                                                                                     |
| 2009                  | Cold Case                                                    | Patrick Lennox               | Episodio: "November 22"                                                                                      |
| 2009                  | Numb3rs                                                      | Cam                          | Episodio 16: "Cover Me"                                                                                      |
| 2010–2011             | Covert Affairs                                               | Ben Mercer                   | Recurrente (temporada 1) Invitado (temporada 2)                                                              |
| 2011                  | 30 Rock                                                      | Anders                       | Episodio: "It's Never Too Late for Now"                                                                      |
| 2011                  | Law & Order: Criminal Intent                                 | Adam Winter                  | Episodio: "Icarus"                                                                                           |
| 2012–2013, 2015, 2017 | Once Upon a Time                                             | Pinocho / August Wayne Booth | Principal (temporada 1) Invitado (temporada 2) Recurrente (temporada 4) Invitado (temporada 6); 19 episodios |
| 2013                  | Law & Order: Special Victims Unit                            | Frank Patterson              | Episodio: "Traumatic Wound"                                                                                  |
| 2014                  | Ray Donovan                                                  | Steve Knight                 | 5 episodios                                                                                                  |
| 2015                  | Stalker                                                      | Ray Matthews                 | 6 episodios                                                                                                  |
| 2022–presente         | From                                                         | Jim Matthews                 | 20 episodios                                                                                                 |